# Radio Hoeksche Waard
Radio Hoeksche Waard is de publieke lokale omroep voor de gemeente Hoeksche Waard. De studio is gevestigd in Puttershoek.
Radio Hoeksche Waard is te ontvangen via de ether op FM frequentie 96,0 en 105,5 MHz, via de kabel digitaal, internetproviders en het internet.

## Geschiedenis
In 1986 werd het radiostation opgericht onder de naam BOS Radio. De afkorting BOS stond voor Binnenmaas Omroep Stichting. In eerste instantie was het alleen bedoeld voor de gemeente Binnenmaas, al was het in opzet bedoeld voor de gehele Hoeksche Waard. Later kreeg men ook wettelijk toestemming uit te zenden voor de andere gemeenten van het eiland Hoeksche Waard. Toch bleef de zender eerst nog gewoon BOS Radio heten.
Eind jaren 90 kwam er een fusie tot stand met het kleinere broertje Radio Strijen Lokaal (RSL). Sinds 1 januari 2000 is de naam veranderd in Radio Hoeksche Waard.
In november 2007 fuseerde Radio Hoeksche Waard met de tweede omroep van de Hoeksche Waard, Origineel FM. Zo is één omroep ontstaan voor de hele Hoeksche Waard.

## Prijzen
In 2005 won Radio Hoeksche Waard de OLON RTV Award in de categorie radio.

## Televisie
Sinds september 2007 is Radio Hoeksche Waard begonnen met televisie uitzendingen. Deze uitzendingen bestaan uit tekst tv en televisie-uitzendingen. De uitzendingen zijn sinds 2011 via digitale televisie te bekijken.

## Roparun radio
Radio Hoeksche Waard verandert tijdens ieder pinksterweekend in Roparun-radio. In een marathonuitzending van 55 uur volgens verslaggevers dag en nacht de teams uit de Hoeksche Waard op de voet.